# Milan noir (film, 1988)
Pour plus de détails, voir Fiche technique et Distribution.
Milan noir est un film franco-suisse réalisé par Ronald Chammah, sorti en 1988.

## Synopsis
Une jeune femme cède à un homme qui lui en rappelle un autre.

## Fiche technique
- Titre : Milan noir
- Réalisateur : Ronald Chammah
- Scénario : Catherine Breillat, Michel Butel
- Photographie : Willy Kurant
- Montage : Geneviève Winding
- Musique : Michel Portal
- Pays de production :  France |  Suisse
- Langue : français
- Genre : comédie dramatique
- Durée : 90 minutes
- Dates de sortie : 
  - Canada : 17 septembre 1988 (Festival international du film de Toronto)
  - France : 28 décembre 1988

## Distribution
- Isabelle Huppert : Sarah
- Jean Benguigui : De Giorgi
- Joaquim de Almeida : Tremaine
- David Warrilow : Moran
- Georges Wod : Camellieri
- Hanns Zischler : Hardy
- Maria Monti : Bianca
- Emma Campbell : Emma
- Sasha Wuliecewitch : Zuto
- Giancarlo Garbelli : Angelo
- Francesco Firpo : Ravenne